# Premier League (Namibia)
La Namibia Premier League è stata la massima competizione calcistica della Namibia. Al campionato, che si è disputato dal 1987 al 2022, partecipavano 12 squadre, con il vincitore della competizione che riceveva un premio di un milione di dollari namibiani. 
A partire dal 2022 il campionato è stato sostituito dalla Namibia Premiership.

## Palmarès
| Stagione  | Campione             | Secondo           |
| --------- | -------------------- | ----------------- |
| 1985      | Utd Africa Tigers    | Blue Waters       |
| 1986      | Chelsea Grootfontein | Utd Africa Tigers |
| 1987      | Black Africa         | Chief Santos      |
| 1988      | Blue Waters          | Benfica Tsumeb    |
| 1989      | Black Africa         | Explorers Eleven  |
| 1990      | Orlando Pirates      | Eleven Arrows     |
| 1991      | Eleven Arrows        | Chief Santos      |
| 1992      | Ramblers             | Young Ones        |
| 1993      | Chief Santos         | Black Africa      |
| 1994      | Black Africa         | Blue Waters       |
| 1995      | Black Africa         | Blue Waters       |
| 1996      | Blue Waters          | Black Africa      |
| 1997      | non disputato        | non disputato     |
| 1998      | Black Africa         | Civics            |
| 1999      | Black Africa         | Life Fighters     |
| 2000      | Blue Waters          | Black Africa      |
| 2001-02   | Liverpool Okahandja  | Blue Waters       |
| 2002-03   | Chief Santos         | Civics            |
| 2003-04   | Blue Waters          | Civics            |
| 2004-05   | Civics               | Blue Waters       |
| 2005-06   | Civics               | Ramblers          |
| 2006-07   | Civics               | Oshakati City     |
| 2007-08   | Orlando Pirates      | Civics            |
| 2008-09   | African Stars        | Civics            |
| 2009-10   | African Stars        | Orlando Pirates   |
| 2010-11   | Black Africa         | Ramblers          |
| 2011-12   | Black Africa         | Civics            |
| 2012-13   | Black Africa         | African Stars     |
| 2013-14   | Black Africa         | African Stars     |
| 2014-15   | African Stars        | Black Africa      |
| 2015-16   | Utd Africa Tigers    | Black Africa      |
| 2016-17   | non disputato        | non disputato     |
| 2017-18   | African Stars        | Black Africa      |
| 2018-19   | African Stars        | Black Africa      |
| 2019-20   | non disputato        | non disputato     |
| 2020-21   | non disputato        | non disputato     |
| 2021-22   | non disputato        | non disputato     |
| 2022-23   | African Stars        | Blue Waters       |
| 2023-2024 | African Stars        | Ongos             |

## Vittorie per squadra
| Squadra              | Città        | Vittorie | Anni                                                       |
| -------------------- | ------------ | -------- | ---------------------------------------------------------- |
| Black Africa         | Windhoek     | 10       | 1987, 1989, 1994, 1995, 1998, 1999, 2011, 2012, 2013, 2014 |
| African Stars        | Windhoek     | 7        | 1994, 2009, 2010, 2015, 2018, 2023, 2024                   |
| Blue Waters          | Walvis Bay   | 4        | 1988, 1996, 2000, 2004                                     |
| Civics               | Windhoek     | 3        | 2005, 2006, 2007                                           |
| Chief Santos         | Tsumeb       | 2        | 1993, 2003                                                 |
| Orlando Pirates      | Windhoek     | 2        | 1990, 2008                                                 |
| Utd Africa Tigers    | Windhoek     | 2        | 1985, 2016                                                 |
| Eleven Arrows        | Walvis Bay   | 1        | 1991                                                       |
| Liverpool Okahandja  | Okahandja    | 1        | 2002                                                       |
| Ramblers             | Windhoek     | 1        | 1992                                                       |
| Chelsea Grootfontein | Grootfontein | 1        | 1986                                                       |

## Capocannonieri
| Anno | Capocannoniere   | Squadra     | Reti |
| 2004 | Costa Khaiseb    | Ramblers    | 29   |
| 2005 | Armando Pedro    | Blue Waters | 23   |
| 2006 | Heinrich Isaacs  | Civics      | 20   |
| 2007 | William Chilufya | Civics      | 17   |
| 2008 | Pineas Jacob     | Ramblers    | 12   |